# 데스몬테스
데스몬테스(Desmontes)는 그리스 신화에 나오는 아르네의 아버지이다. 데스몬테스에게는 아르네라는 딸이 있었는데, 그녀는 처녀의 몸으로 포세이돈과 정을 통하여 보이오토스, 아이올로스 두 아들을 낳았다. 분노한 데스몬테스는 딸의 눈을 멀게 한 뒤 감옥에 가두고, 두 아기를 들판에 버려 짐승의 먹이가 되게 하였다. 그러나 보이오토스와 아이올로스는 양치기에게 발견되어 이카리아 왕 메타폰토스의 양자로 자랐다. 훗날 데스몬테스는 출신 내력을 알게 된 보이오토스와 아이올로스에게 살해당하였다. 아르네는 아들들에게 구출되어 메타폰토스와 결혼하였으며, 보이오토스는 보이오티아인의 시조가 되었다.